# كوين سوليفان
كوين سوليفان (بالإنجليزية: Quinn Sullivan)‏ هو موسيقي وعازف قيثارة أمريكي، ولد في 26 مارس 1999 في نيو بدفورد في الولايات المتحدة.

## وصلات خارجية
- الموقع الرسمي
- كوين سوليفان على موقع IMDb (الإنجليزية)
- كوين سوليفان على موقع ميوزك برينز (الإنجليزية)
- كوين سوليفان على موقع أول ميوزيك (الإنجليزية)
- كوين سوليفان على موقع ديسكوغز (الإنجليزية)
- كوين سوليفان على موقع قاعدة بيانات الفيلم (الإنجليزية)